# Herbie Nichols
Herbert Horatio „Herbie“ Nichols (* 3. Januar oder 3. Dezember 1919 in New York City; † 12. April 1963 ebenda) war ein US-amerikanischer Jazzpianist und -komponist.

## Leben und Wirken
Im Alter von 7 bis 14 lernte Nichols, dessen Eltern aus der Karibik eingewandert waren, klassisches Klavier. Er spielte sein Leben lang klassische Musik – von Scarlatti bis Bartók. Dem Jazz wandte er sich erst zu, als er erkannte, dass seine afroamerikanische Herkunft einer Karriere als Konzertpianist hinderlich war. Bevor Nichols 1941 seinen Militärdienst ableistete, studierte er am City College of New York und spielte in lokalen Bands wie dem Red Baron Orchestra, obgleich er bereits 1938 in Clark Monroes Uptown House in Harlem zu den Jazzmusikern gehört hatte, die den Bebop vorbereiteten. Anschließend war er weiterhin bei unterschiedlichen Bands des Oldtime Jazz beschäftigt, u. a. bei Herman Autrey, Hal Singer, Rex Stewart, Illinois Jacquet sowie John Kirby. Auch in den 1950er Jahren spielte er bei Edgar Sampson, Arnett Cobb, Chocolate Williams oder Wilbur De Paris und leitete nur selten eigene Gruppen. Alfred Lion, dem Nichols eigene Kompositionen geschickt hatte, gab ihm 1955 endlich die Chance, in einem Trio für Blue Note Records seine Musik einzuspielen; als sich die Aufnahmen als nur schlecht vermarktbar erwiesen, wurde der Vertrag aber nicht verlängert, obgleich Lion Nichols als Pianisten besonders schätzte. Blue Note setzte ihn nicht als Sideman ein. In den frühen 1960ern begleitete er in den Clubs Sängerinnen wie Sheila Jordan, die ihn als „sehr gut aussehenden Mann, groß und geheimnisumwittert und immer elegant gekleidet“ beschrieb. Als ihn Musiker der Free-Jazz-Generation wie Roswell Rudd oder Archie Shepp entdeckten und mit ihm zwischen 1960 und 1962 seine Kompositionen zur Aufführung brachten, war er bereits tödlich an Leukämie erkrankt.
Nichols gehört zu jenen Jazzmusikern, die erst postum größere Anerkennung fanden; er war nach seinem Tod 1963 zunächst weitgehend in Vergessenheit geraten. Seine Bedeutung „als Bindeglied zwischen Thelonious Monk und Cecil Taylor“ wurde erst von der jüngeren Generation ab den 1980er Jahren durch die Aktivitäten etwa von Misha Mengelberg, Roswell Rudd, Duck Baker und der Kooperative The Herbie Nichols Project um Frank Kimbrough und Ben Allison vermehrt wahrgenommen. Zuletzt erschien 2012 das Album Spinning Songs of Herbie Nichols von Simon Nabatov.
Mit Ausnahme seines Stücks Serenade, das von Billie Holiday mit einem Text versehen wurde und als Lady Sings the Blues ins Standard-Repertoire gelangte, wurden Nichols Kompositionen lange Zeit nur von wenigen Musikern gepflegt, neben Rudd und Steve Lacy insbesondere von Misha Mengelberg und von Buell Neidlinger, aber auch von Geri Allen oder von Dave Douglas.
Seine Eigenkompositionen, die zu seinen Lebzeiten nur selten aufgeführt wurden, stehen in krassem Gegensatz zum traditionellen Repertoire von Swing, Rhythm ’n’ Blues und Dixieland, mit dem Nichols seinen Lebensunterhalt verdiente. Er war als Komponist stark von Prokofjew und anderen Komponisten der klassischen Moderne beeinflusst und schätzte auch den Ansatz von Thelonious Monks Frühwerk (er schrieb den ersten Artikel über diesen, der veröffentlicht wurde). Anders als Monk fokussierte er bei seinen etwa 170 Kompositionen (zum Teil verloren) jedoch nicht auf Strukturen, sondern auf eigenwillige melodische Motive und rhythmische Ideen. Seine Kompositionen gehen weiterhin von geläufigen Formschemata wie der 32-taktigen AABA-Form aus, die aber ähnlich wie bei Gershwins Song Mine dadurch verfremdet werden, dass sich die A-Teile unterscheiden. Zudem bestehen die einzelnen Teile bei Nichols nicht mehr aus regelmäßigen achttaktigen Perioden. Auf einen Teil der Hörer wirkt eine Improvisation über solch ein asymmetrisches Formschema, als würden Teile weggelassen oder hinzugefügt.
Nichols schrieb auch Gedichte sowie Artikel und war auch als Maler aktiv.

## Werk
- Herbie Nichols: The Unpublished Works. 27 Jazz Master Pieces (herausgegeben von Roswell Rudd) Gerard and Sarzin Publishing 2000; ISBN 978-1-930080-00-3

## Kompositionen (Auswahl)
- S’crazy Pad
- Love, Gloom, Cash, Love
- Lady Sings the Blues
- Query
- The Gig
- Amoeba’s Dance
- Cro-Magnon Nights
- Who’s Blues?
- Mary’s Waltz[11]

## Diskografische Hinweise
- The Art of Herbie Nichols (mit Art Blakey, Max Roach, Al McKibbon, Teddy Kotick, 1955/6), Blue Note 1992.
- Die Blue Note Sessions von 1955–1956, erschienen in Neuauflage mit ergänzendem Material[12] 1988 bei Mosaic Records als The Complete Recordings of Herbie Nichols (enthält The Prophetic Herbie Nichols Volume 1,2 (BLP 5068, 5069), The Herbie Nichols Trio (BLP 1519))
- Herbie Nichols: Love, Gloom, Cash, Love (mit Dannie Richmond, George Duvivier, 1957, Bethlehem), auch als The Bethlehem Sessions bei Affinity

Als Begleitmusiker
- Snub Mosley (mit George Duvivier), Penguin 1949
- Rex Stewart (mit Fernando Arbello, Tommy Bedford), Jazztone 1953
- Joe Thomas (mit Buster Bailey, Buddy Tate und anderen), Atlantic 1958

## Sammlung
- The Complete Blue Note Recordings of Herbie Nichols (1955/56). Mosaic, 1987 – 5 LPs mit Al McKibbon, Art Blakey, Teddy Kotick, Max Roach